# Michael Stettler

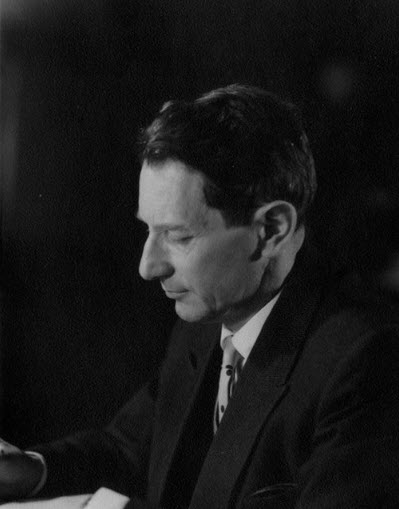
Michael Stettler

Bernhard Michael Stettler (* 1. Januar 1913 in Bern; † 18. Juni 2003 in Steffisburg) war ein Schweizer Architekt, Kunsthistoriker, Museumsdirektor und Schriftsteller.

## Leben und Wirken
Michael Stettler wuchs in Bern auf und studierte an der ETH Zürich Architektur bei Otto Rudolf Salvisberg. Nach dem Diplom 1936 wurde er 1940 in Architekturgeschichte mit einer Arbeit zum Baptisterium von Nocera Superiore promoviert und übernahm danach die Inventarisation der Kunstdenkmäler des Kantons Aargau. Von 1948 bis 1961 war er Direktor des Bernischen Historischen Museums. Von 1961 bis 1977 war er als erster Direktor am Aufbau der Abegg-Stiftung und deren Museum in Riggisberg beteiligt.
Neben seiner beruflichen Tätigkeit engagierte sich Michael Stettler von 1948 bis 1980 als Mitglied der Kommission für die Gottfried Keller-Stiftung (als Präsident von 1948 bis 1965) und von 1964 bis 1976 bei der Kommission des Schweizerischen Landesmuseums, von 1970 bis 1976 beim Schweizerischen Nationalfonds. Von 1960 bis 1967 war er zudem Präsident der Kulturstiftung Pro Helvetia.

### Schriftstellerisches Werk
Seit 1931 stand Michael Stettler in Kontakt mit dem Dichter Stefan George und gehörte bis zu dessen Tod 1933 zum Georgekreis. In den folgenden Jahren und Jahrzehnten publizierte Stettler mehrere Sammlungen eigener Gedichte (auch in Berner Mundart), Erinnerungen und Zeugnisse im Zusammenhang mit George und seinem Kreis, aber auch viele Essays zur Kunstgeschichte, Berner Geschichte und zu Künstlern, Wissenschaftlern und Politikern, mit denen er in Kontakt stand.
Eine Teilbibliographie seiner Schriften erschien in Stettlers Werk Aare, Bär und Sterne (285 Nummern aus dem Zeitraum 1939–1972). 1983 erschien zu seinem 70. Geburtstag die Festschrift Von Angesicht zu Angesicht, 1997 sein letzter Essayband Lehrer und Freunde.

### Familie
Michael Stettler entstammte der Berner Patrizierfamilie Stettler, er war verheiratet mit Barbara von Albertini (1920–2000). Der Ehe entstammen vier Töchter. Die Familie bewohnte die Campagne Ortbühl in Steffisburg.
Stettler war der Neffe von Martha Stettler sowie von Adèle von Tavel-Stettler, der Gattin Rudolf von Tavels. Tavel war Stettlers Taufpate.
Stettlers Nachlass befindet sich in der Burgerbibliothek Bern, die George und den Georgekreis betreffenden Teile in der  Württembergischen Landesbibliothek Stuttgart. Die Korrespondenz, Berichte und Originalzeichnungen zum Baptisterium von Nocera in der Diözesanbibliothek von Nocera Inferiore.

## Auszeichnungen, Ehrungen
- 1953: Literaturpreis des Kantons Bern
- 1964: Literaturpreis der Stadt Bern
- 1973: Dr. h. c. der Universität Fribourg
- 1979: Dr. h. c. der Universität Bern
- 1993: Ehrenbürger seiner Wohngemeinde Steffisburg
- 2007: Ehrenbürger der Stadt Nocera Superiore

## Schriften (Auswahl)
- Das Baptisterium zu Nocera Superiore. In: Rivista di archeologia cristiana. Band 17, 1940, S. 83 ff. (Zugleich Dissertation, Digitalisat).
- Eingriffe ins Berner Stadtbild seit hundert Jahren. In: Berner Zeitschrift für Geschichte und Heimatkunde Band 8, 1946, S. 7–19 doi:10.5169/seals-241096
- Gesellschaft für Schweizerische Kunstgeschichte (Hrsg.): Die Kunstdenkmäler des Kantons Aargau. Band I, Bezirke Aarau, Kulm, Zofingen. Birkhäuser, Basel 1948.
- Mein altes Bern.Bern 1953.
- mit Emil Maurer: Die Kunstdenkmäler des Kantons Aargau, Band II: Die Bezirke Brugg, Lenzburg (= Kunstdenkmäler der Schweiz. Band 29). Hrsg. von der Gesellschaft für Schweizerische Kunstgeschichte GSK, Bern 1953. DNB 750561750.
- mit Hermann von Fischer: Vom alten Bern. Genf 1957.
- Rat der Alten. Begegnungen und Besuche. Bern 1962.
- Bernerlob. Versuche zur heimischen Überlieferung. Bern 1963.
- Neues Bernerlob. Versuche zur Überlieferung. Bern 1967.
- mit Karel Otavsky: Abegg-Stiftung Bern in Riggisberg I, Kunsthandwerk – Plastik – Malerei (= Schweizer Heimatbücher. Band 150/151). Bern 1971.
- Aare, Bär und Sterne. Vermischte Schriften. Bern 1972.
- Kindesland. Ortbühl 1980.
- Machs na. Figuren und Exempel. Bern 1981
- Ortbühler Skizzenbuch. Autobiographisches. Stämpfli, Bern 1982.
- Sulgenbach. Prosa und Verse. Bern 1992.